# Rum
 For alternative betydninger, se Rum (flertydig). (Se også artikler, som begynder med Rum)
Rum kommer af indoeuropæisk *ru- = "åbne" → germansk *ru-ma- = "åbne" → oldnordisk rumr = "rummelig" (adjektiv) → "rum" (substantiv). Ordet var først en beskrivelse af noget åbent, som i udtrykket "rum sø", der betyder "åbent hav". 
Senere blev ordet rum brugt til at betegne udstrækningen af åbenheden, altså rummet. Rum antages at være et "noget", som er åbent for noget andet. På norsk, hvor ordet staves rom, taler man om romjulen, som er dagene mellem selve julen og nytårsaften.  Tillægsordet spatial betyder "rumlig" eller "vedrørende rum", af latin spatium = rum. 
Eksempler på rum er:
- Lokale - anvendes ikke til beboelse[4]
  - Hal (lokale)
  - Krybekælder
  - Pulterrum
  - Skunkrum
- Værelse - anvendes til beboelse eller ophold[5]
  - Kammer - lille værelse[6]
    - Loftsrum - typisk langt værelse med lav frihøjde. Anvendes typisk til sovekammer eller pulterkammer
    - Pulterkammer
    - Tagkammer

  - Badeværelse
  - Børneværelse
  - Køkken-alrum
  - Udestue
  - Venteværelse
- Arbejdsrum - rum der arbejdes i
  - Arbejdsværelse
  - Kontor
  - Laboratorium
  - Værksted (arbejdsrum)
- Sal (rum) - større rum
  - Ventesal
  - Sovesal
  - Salon
- Celle (rum) - lille rum
- Kahyt
- Offentlige rum
- Sauna
- Trapperum
- Uderum
  - Offentlige uderum
    - Torv
    - Plads
    - Park
    - Gade

  - Verdensrummet
  - Tracé

## Astronomi
Verdensrummet er de forholdsvis tomme områder af universet, fraregnet stjerner og planeter med den tætte del af deres atmosfære. Ofte betegner man det blot som "rummet", specielt i forbindelse med rumfart.
En ældre, lidt mere præcis betegnelse er "det ydre rum" (om rummet uden for Jorden og dens atmosfære).

## Filosofi, idehistorie og litteraturvidenskab
Immanuel Kant betragtede tid og rum som a priori anskuelsesformer. Vi kan ikke erkende tingene-i-sig-selv, men kun tingene, som de fremtræder for os. Fænomenerne, der erkendes, fremtræder fysisk i rum og tid, men de to er ikke selv noget fysisk.
De er a priori anskuelsesformer, dvs. at de går forud for enhver empirisk erkendelse, fordi de blot udgør formen for vor perception. En anden måde at sige det på er, at de er transcendentale kategorier, dvs. erkendelsesbetingelser, det vil sige de er nødvendige for erkendelse overhovedet, men de kan ikke selv erkendes (Men vi taler om dem, så vor erkendelse af dem må være i en gråzone).
I det 21. århundrede er der kommet fornyet interesse for rummet blandt filosoffer, litteraturhistorikere og idehistorikere. Vendingen mod rummet i humaniora refererer til en stigende interesse inden for humanistiske discipliner for at undersøge og forstå rumlige dimensioner af menneskelig erfaring og kulturelle fænomener. Denne vending mod det spatialt har været en reaktion på tidligere fokus på mere abstrakte eller tidsmæssige dimensioner af undersøgelser inden for humaniora.
Inden for kultur- og litteraturvidenskab har der været en interesse i at undersøge, hvordan steder og rum påvirker kulturelle praksisser og litterære værker. Dette kan omfatte studier af byrum, geografiske steder, landskaber og deres betydning for identitet og narrativ.
Denne vending mod rummet i humaniora afspejler en erkendelse af, at rum og sted er afgørende for vores forståelse af verden og vores eget ståsted i den. Det er også en reaktion på globaliseringens udfordringer og behovet for at forstå, hvordan lokale og globale kræfter samvirker i komplekse mønstre.

## Fysik
I klassisk mekanik betegner "rum" det tre-dimensionale euklidiske rum, hvor objekter kan lokaliseres med tre koordinater, sædvanligvis betegnet med (x,y,z). I den generelle relativitetsteori er "rum" ikke noget i sig selv, men en del af den fir-dimensionelle rumtid.

## Matematik
I elementær geometri er "rummet" også det sædvanlige tredimensionale euklidiske rum. Men også andre geometrisk objekter kaldes rum, og mere abstrakt taler man om eksempelvis vektorrum og topologiske rum. Flere specialtilfælde af de sidstnævnte har særlige navne, for eksempel Hilbertrum.

## Kriminallitteratur
En egen genre indenfor kriminallitteratur beskæftiger sig med "det lukkede (låste) rums mysterium". Som en klassiker indenfor genren regnes John Dickson Carrs Den hule mand fra 1935.